# Louis Bach
Pour les articles homonymes, voir Bach (homonymie).
Louis Désiré Bach est un footballeur français né le 14 avril 1883 à Paris et mort le 16 septembre 1914 à Servon-Melzicourt.

## Carrière
Louis Bach évolue au Club français lorsqu'il est appelé pour faire partie de l'équipe olympique de l'USFSA représentant la France au tournoi de football aux Jeux olympiques d'été de 1900 à Paris. Il joue les deux matchs contre les équipes anglaise et belge. La France sera a posteriori médaillée d'argent, la compétition étant à la base une démonstration.
Mobilisé en tant que soldat de 2e classe au 128e régiment d'infanterie lors de la Première Guerre mondiale, il est tué à l'ennemi le 16 septembre 1914 à Servon-Melzicourt dans la Marne,.

## Palmarès
- Coupe Manier 1900